# Weltcup der Nordischen Kombination 2022/23
Der Weltcup der Nordischen Kombination 2022/23 (offizieller Sponsorenname: Viessmann FIS World Cup) war die in der Wintersportsaison 2022/23 wichtigste vom Weltskiverband FIS ausgetragene Wettkampfserie in der Nordischen Kombination. Bei den Herren begann die Saison am 25. November 2022 in Ruka und endete am 26. März 2023 in Lahti. Bei den Damen wurde zum dritten Mal eine Wettkampfserie ausgetragen. Ihre Saison begann am 2. Dezember 2022 in Lillehammer und endete am 11. März 2023 in Oslo.
Bei den Herren ging erneut Jarl Magnus Riiber als Titelverteidiger in die Saison, während bei den Frauen Gyda Westvold Hansen die Kristallkugel zu verteidigen versuchte. Unterhalb des Weltcups war der Continental Cup der Nordischen Kombination 2022/23 als zweithöchste Wettkampfserie des Winters angesiedelt.

## Austragungsorte
Bei den Austragungsorten gab es wenige Veränderungen im Vergleich zu den Vorjahren. Chaux-Neuve stand erstmals seit 2019 wieder im Wettkampfkalender, allerdings mussten die beiden Wettkämpfe aufgrund von Schneemangel abgesagt werden. Nicht zum Einsatz kam im Kalender für 2022/23 die Anlage in Predazzo, da dort Modernisierungsarbeiten für die Olympischen Winterspiele 2026 stattfanden.

## Herren

### Weltcup-Übersicht
| Datum                                                                         | Austragungsort | Disziplin                      | Sieger | Zweiter | Dritter | Gelbes Trikot      |
| ----------------------------------------------------------------------------- | -------------- | ------------------------------ | --- | --- | --- | ------------------ |
| Ruka Tour                                                                     |                |                                | | | |                    |
| 25.11.2022                                                                    | Ruka           | HS 142 / 5 km Gundersen        | Julian Schmid | Ryōta Yamamoto | Jens Lurås Oftebro | Julian Schmid      |
| 26.11.2022                                                                    | Ruka           | HS 142 / 10 km Gundersen       | Jarl Magnus Riiber | Julian Schmid | Jens Lurås Oftebro | Julian Schmid      |
| 27.11.2022                                                                    | Ruka           | 10 km Massenstart / HS 142     | Jarl Magnus Riiber | Mattéo Baud | Ryōta Yamamoto | Julian Schmid      |
| Gesamtwertung                                                                 | Gesamtwertung  | Gesamtwertung                  | Julian Schmid | Jarl Magnus Riiber | Ryōta Yamamoto | Julian Schmid      |
| 03.12.2022                                                                    | Lillehammer    | HS 100 / 10 km Gundersen       | Jens Lurås Oftebro | Jarl Magnus Riiber | Vinzenz Geiger | Jarl Magnus Riiber |
| 04.12.2022                                                                    | Lillehammer    | HS 140 / 10 km Gundersen       | Jarl Magnus Riiber | Jens Lurås Oftebro | Vinzenz Geiger | Jarl Magnus Riiber |
| 16.12.2022                                                                    | Ramsau         | HS 97 / 10 km Gundersen        | Jarl Magnus Riiber | Jens Lurås Oftebro | Vinzenz Geiger | Jarl Magnus Riiber |
| 17.12.2022                                                                    | Ramsau         | HS 97 / 10 km Gundersen        | Vinzenz Geiger | Johannes Lamparter | Jarl Magnus Riiber | Jarl Magnus Riiber |
| 07.01.2023                                                                    | Otepää         | 10 km Massenstart / HS 97      | Johannes Lamparter | Ilkka Herola | Thomas Rettenegger | Jarl Magnus Riiber |
| 08.01.2023                                                                    | Otepää         | HS 97 / 10 km Gundersen        | Julian Schmid | Johannes Lamparter | Franz-Josef Rehrl | Jarl Magnus Riiber |
| German Trophy                                                                 |                |                                | | | | Jarl Magnus Riiber |
| 14.01.2023                                                                    | Klingenthal    | HS 140 / 10 km Gundersen       | Wettkämpfe aufgrund warmer Witterung und prognostiziertem Regen abgesagt und auf das folgende Wochenende als Ersatzwettkämpfe für Chaux-Neuve verlegt. | Wettkämpfe aufgrund warmer Witterung und prognostiziertem Regen abgesagt und auf das folgende Wochenende als Ersatzwettkämpfe für Chaux-Neuve verlegt. | Wettkämpfe aufgrund warmer Witterung und prognostiziertem Regen abgesagt und auf das folgende Wochenende als Ersatzwettkämpfe für Chaux-Neuve verlegt. | Jarl Magnus Riiber |
| 15.01.2023                                                                    | Klingenthal    | HS 140 / 10 km Gundersen       | Wettkämpfe aufgrund warmer Witterung und prognostiziertem Regen abgesagt und auf das folgende Wochenende als Ersatzwettkämpfe für Chaux-Neuve verlegt. | Wettkämpfe aufgrund warmer Witterung und prognostiziertem Regen abgesagt und auf das folgende Wochenende als Ersatzwettkämpfe für Chaux-Neuve verlegt. | Wettkämpfe aufgrund warmer Witterung und prognostiziertem Regen abgesagt und auf das folgende Wochenende als Ersatzwettkämpfe für Chaux-Neuve verlegt. | Jarl Magnus Riiber |
| 21.01.2023                                                                    | Chaux-Neuve    | HS 118 / 10 km Gundersen       | Wettkämpfe aufgrund von Schneemangel abgesagt. | Wettkämpfe aufgrund von Schneemangel abgesagt. | Wettkämpfe aufgrund von Schneemangel abgesagt. | Jarl Magnus Riiber |
| 22.01.2023                                                                    | Chaux-Neuve    | HS 118 / 10 km Gundersen       | Wettkämpfe aufgrund von Schneemangel abgesagt. | Wettkämpfe aufgrund von Schneemangel abgesagt. | Wettkämpfe aufgrund von Schneemangel abgesagt. | Jarl Magnus Riiber |
| 21.01.2023 1                                                                  | Klingenthal    | 10 km Massenstart / HS 140     | Johannes Lamparter | Franz-Josef Rehrl | Jarl Magnus Riiber | Jarl Magnus Riiber |
| 22.01.2023                                                                    | Klingenthal    | HS 140 / 10 km Gundersen       | Johannes Lamparter | Jarl Magnus Riiber | Franz-Josef Rehrl | Jarl Magnus Riiber |
| Nordic Combined Triple 2                                                      |                |                                | | | | Jarl Magnus Riiber |
| 27.01.2023                                                                    | Seefeld        | HS 109 / 7,5 km Gundersen      | Jens Lurås Oftebro | Johannes Lamparter | Julian Schmid | Jarl Magnus Riiber |
| 28.01.2023                                                                    | Seefeld        | HS 109 / 10 km Gundersen       | Johannes Lamparter | Vinzenz Geiger | Julian Schmid | Jarl Magnus Riiber |
| 29.01.2023                                                                    | Seefeld        | HS 109 / 12,5 km Gundersen     | Johannes Lamparter | Julian Schmid | Jens Lurås Oftebro | Johannes Lamparter |
| 04.02.2023                                                                    | Oberstdorf     | HS 137 / 10 km Gundersen       | Johannes Lamparter | Jens Lurås Oftebro | Franz-Josef Rehrl | Johannes Lamparter |
| 05.02.2023                                                                    | Oberstdorf     | HS 137 / 10 km Gundersen       | Julian Schmid | Jens Lurås Oftebro | Franz-Josef Rehrl | Johannes Lamparter |
| 11.02.2023                                                                    | Schonach       | HS 100 / 10 km Gundersen       | Jens Lurås Oftebro | Johannes Lamparter | Kristjan Ilves | Johannes Lamparter |
| 12.02.2023                                                                    | Schonach       | HS 100 / 10 km Gundersen       | Johannes Lamparter | Jens Lurås Oftebro | Laurent Muhlethaler | Johannes Lamparter |
| Gesamtwertung                                                                 | Gesamtwertung  | Gesamtwertung                  | Johannes Lamparter | Julian Schmid | Jens Lurås Oftebro | Johannes Lamparter |
| 22. Februar bis 5. März 2023 Nordische Skiweltmeisterschaften 2023 in Planica |                |                                | | | | Johannes Lamparter |
| 11.03.2023                                                                    | Oslo           | HS 134 / 10 km Gundersen       | Jarl Magnus Riiber | Julian Schmid | Johannes Lamparter | Johannes Lamparter |
| 12.03.2023                                                                    | Oslo           | HS 134 / 10 km Gundersen       | Jarl Magnus Riiber | Vinzenz Geiger | Julian Schmid | Johannes Lamparter |
| 24.03.2023                                                                    | Lahti          | HS 130 / 2 × 7,5 km Teamsprint | Deutschland IJulian Schmid Vinzenz Geiger | Norwegen IJørgen Graabak Jarl Magnus Riiber | Frankreich IMattéo Baud Laurent Muhlethaler | Johannes Lamparter |
| 25.03.2023                                                                    | Lahti          | HS 130 / 10 km Gundersen       | Jarl Magnus Riiber | Kristjan Ilves | Jens Lurås Oftebro | Johannes Lamparter |
| 26.03.2023                                                                    | Lahti          | HS 130 / 10 km Gundersen       | Jarl Magnus Riiber | Jens Lurås Oftebro | Kristjan Ilves | Johannes Lamparter |

### Wertungen
| Rang | Name                | Punkte |
| ---- | ------------------- | ------ |
| 01.  | Johannes Lamparter  | 1367   |
| 02.  | Jens Lurås Oftebro  | 1313   |
| 03.  | Julian Schmid       | 1217   |
| 04.  | Jarl Magnus Riiber  | 1123   |
| 05.  | Kristjan Ilves      | 0753   |
| 06.  | Franz-Josef Rehrl   | 0704   |
| 07.  | Vinzenz Geiger      | 0693   |
| 08.  | Laurent Muhlethaler | 0592   |
| 09.  | Ilkka Herola        | 0583   |
| 10.  | Manuel Faißt        | 0548   |
| 11.  | Ryōta Yamamoto      | 0521   |
| 12.  | Stefan Rettenegger  | 0510   |
| 13.  | Mattéo Baud         | 0509   |
| 14.  | Jørgen Graabak      | 0486   |
| 15.  | Johannes Rydzek     | 0419   |
| 16.  | Eero Hirvonen       | 0400   |
| 17.  | Mario Seidl         | 0347   |
| 18.  | Eric Frenzel        | 0334   |
| 19.  | Martin Fritz        | 0304   |
| 20.  | Jakob Lange         | 0288   |
| 21.  | Lukas Greiderer     | 0249   |
| 22.  | Espen Andersen      | 0241   |

| Rang | Name                 | Punkte |
| ---- | -------------------- | ------ |
| 23.  | Fabian Rießle        | 0223   |
| 24.  | Andreas Skoglund     | 0193   |
| 25.  | Thomas Rettenegger   | 0192   |
| 26.  | Einar Lurås Oftebro  | 0180   |
| 27.  | Yoshito Watabe       | 0158   |
| 28.  | Terence Weber        | 0136   |
| 29.  | Simen Tiller         | 0123   |
| 30.  | Akito Watabe         | 0114   |
| 31.  | Antoine Gérard       | 0110   |
| 32.  | Aaron Kostner        | 0105   |
| 33.  | Espen Bjørnstad      | 0092   |
| 34.  | Raffaele Buzzi       | 0081   |
| 35.  | Samuel Costa         | 0070   |
| 36.  | Sora Yachi           | 0055   |
| 37.  | Alessandro Pittin    | 0050   |
| 38.  | Manuel Einkemmer     | 0049   |
| 39.  | Kasper Moen Flatla   | 0041   |
| 40.  | Wendelin Thannheimer | 0033   |
| 41.  | Fabio Obermeyr       | 0028   |
| 42.  | Yūya Yamamoto        | 0026   |
| 43.  | David Mach           | 0026   |
| 44.  | Marco Heinis         | 0025   |

| Rang | Name                | Punkte |
| ---- | ------------------- | ------ |
| 45.  | Leevi Mutru         | 0022   |
| 46.  | Ben Loomis          | 0021   |
| 47.  | Gašper Brecl        | 0017   |
| 48.  | Jared Shumate       | 0016   |
| 49.  | Philipp Orter       | 0014   |
| 50.  | Stephen Schumann    | 0013   |
| 51.  | Ondřej Pažout       | 0012   |
| 52.  | Niklas Malacinski   | 0012   |
| 53.  | Otto Niittykoski    | 0011   |
| 54.  | Florian Kolb        | 0011   |
| 55.  | Tomáš Portyk        | 0010   |
| 56.  | Gaël Blondeau       | 0007   |
| 57.  | Kodai Kimura        | 0007   |
| 58.  | Waltteri Karhumaa   | 0006   |
| 59.  | Jiří Konvalinka     | 0006   |
| 60.  | Iacopo Bortolas     | 0004   |
| 61.  | Tristan Sommerfeldt | 0003   |
| 62.  | Christian Deuschl   | 0003   |
| 63.  | Jan Vytrval         | 0002   |
| 64.  | Sebastian Østvold   | 0001   |

| Rang | Name               | Punkte |
| ---- | ------------------ | ------ |
| 01.  | Deutschland        | 4295   |
| 02.  | Norwegen           | 4168   |
| 03.  | Österreich         | 4053   |
| 04.  | Frankreich         | 1393   |
| 05.  | Finnland           | 1247   |
| 06.  | Japan              | 1056   |
| 07.  | Estland            | 0753   |
| 08.  | Italien            | 0435   |
| 09.  | Vereinigte Staaten | 0087   |
| 10.  | Slowenien          | 0067   |
| 11.  | Tschechien         | 0055   |

| Rang | Land                | Punkte |
| ---- | ------------------- | ------ |
| 01.  | Ryōta Yamamoto      | 1308   |
| 02.  | Franz-Josef Rehrl   | 1186   |
| 03.  | Jarl Magnus Riiber  | 1063   |
| 04.  | Johannes Lamparter  | 1015   |
| 05.  | Julian Schmid       | 0889   |
| 06.  | Jens Lurås Oftebro  | 0801   |
| 07.  | Kristjan Ilves      | 0790   |
| 08.  | Mario Seidl         | 0701   |
| 09.  | Laurent Muhlethaler | 0679   |
| 10.  | Yoshito Watabe      | 0559   |
| 11.  | Stefan Rettenegger  | 0537   |

| Rang | Land                | Punkte |
| ---- | ------------------- | ------ |
| 01.  | Jens Lurås Oftebro  | 1397   |
| 02.  | Vinzenz Geiger      | 0933   |
| 03.  | Fabian Rießle       | 0896   |
| 04.  | Ilkka Herola        | 0768   |
| 05.  | Eero Hirvonen       | 0766   |
| 06.  | Jakob Lange         | 0757   |
| 07.  | Johannes Lamparter  | 0736   |
| 08.  | Johannes Rydzek     | 0648   |
| 09.  | Einar Lurås Oftebro | 0616   |
| 10.  | Jørgen Graabak      | 0599   |
| 11.  | Julian Schmid       | 0554   |

## Damen

### Weltcup-Übersicht
| Datum                                                                         | Austragungsort | Disziplin                | Siegerin                                        | Zweite                                          | Dritte                                          | Gelbes Trikot        |
| ----------------------------------------------------------------------------- | -------------- | ------------------------ | ----------------------------------------------- | ----------------------------------------------- | ----------------------------------------------- | -------------------- |
| 02.12.2022                                                                    | Lillehammer    | HS 100 / 5 km Gundersen  | Gyda Westvold Hansen                            | Annika Sieff                                    | Nathalie Armbruster                             | Gyda Westvold Hansen |
| 03.12.2022                                                                    | Lillehammer    | HS 100 / 5 km Gundersen  | Gyda Westvold Hansen                            | Ida Marie Hagen                                 | Lisa Hirner                                     | Gyda Westvold Hansen |
| 16.12.2022                                                                    | Ramsau         | HS 97 / 5 km Gundersen   | Gyda Westvold Hansen                            | Lisa Hirner                                     | Nathalie Armbruster                             | Gyda Westvold Hansen |
| 17.12.2022                                                                    | Ramsau         | HS 97 / 5 km Gundersen   | Gyda Westvold Hansen                            | Annika Sieff                                    | Nathalie Armbruster                             | Gyda Westvold Hansen |
| 07.01.2023                                                                    | Otepää         | 5 km Massenstart / HS 97 | Wettbewerb aufgrund starken Windes abgebrochen. | Wettbewerb aufgrund starken Windes abgebrochen. | Wettbewerb aufgrund starken Windes abgebrochen. | Gyda Westvold Hansen |
| 08.01.2023                                                                    | Otepää         | HS 97 / 5 km Gundersen   | Gyda Westvold Hansen                            | Nathalie Armbruster                             | Lisa Hirner                                     | Gyda Westvold Hansen |
| 27.01.2023                                                                    | Seefeld        | HS 109 / 5 km Gundersen  | Gyda Westvold Hansen                            | Nathalie Armbruster                             | Ida Marie Hagen                                 | Gyda Westvold Hansen |
| 28.01.2023                                                                    | Seefeld        | HS 109 / 5 km Gundersen  | Gyda Westvold Hansen                            | Annika Sieff                                    | Nathalie Armbruster                             | Gyda Westvold Hansen |
| 11.02.2023                                                                    | Schonach       | HS 106 / 5 km Gundersen  | Gyda Westvold Hansen                            | Jenny Nowak                                     | Yuna Kasai                                      | Gyda Westvold Hansen |
| 12.02.2023                                                                    | Schonach       | HS 106 / 5 km Gundersen  | Gyda Westvold Hansen                            | Ida Marie Hagen                                 | Nathalie Armbruster                             | Gyda Westvold Hansen |
| 22. Februar bis 5. März 2023 Nordische Skiweltmeisterschaften 2023 in Planica |                |                          |                                                 |                                                 |                                                 | Gyda Westvold Hansen |
| 09.03.2023 1                                                                  | Oslo           | HS106 / 5 km Gundersen   | Gyda Westvold Hansen                            | Ida Marie Hagen                                 | Anju Nakamura                                   | Gyda Westvold Hansen |

### Wertungen
| Rang | Name                 | Punkte |
| ---- | -------------------- | ------ |
| 01.  | Gyda Westvold Hansen | 1000   |
| 02.  | Nathalie Armbruster  | 0589   |
| 03.  | Ida Marie Hagen      | 0542   |
| 04.  | Annika Sieff         | 0541   |
| 05.  | Lisa Hirner          | 0454   |
| 06.  | Yuna Kasai           | 0398   |
| 07.  | Haruka Kasai         | 0330   |
| 08.  | Jenny Nowak          | 0325   |
| 09.  | Anju Nakamura        | 0269   |
| 10.  | Léna Brocard         | 0239   |
| 11.  | Ema Volavšek         | 0231   |
| 12.  | Marte Leinan Lund    | 0199   |
| 13.  | Annalena Slamik      | 0194   |

| Rang | Name               | Punkte |
| ---- | ------------------ | ------ |
| 14.  | Svenja Würth       | 0188   |
| 15.  | Veronica Gianmoena | 0179   |
| 16.  | Maria Gerboth      | 0159   |
| 17.  | Mari Leinan Lund   | 0140   |
| 18.  | Cindy Haasch       | 0131   |
| 19.  | Magdalena Burger   | 0119   |
| 20.  | Sana Azegami       | 0104   |
| 21.  | Daniela Dejori     | 0092   |
| 22.  | Claudia Purker     | 0089   |
| 23.  | Mille Marie Hagen  | 0083   |
| 24.  | Annika Malacinski  | 0083   |
| 25.  | Minja Korhonen     | 0080   |
| 26.  | Sophia Maurus      | 0064   |

| Rang | Name               | Punkte |
| ---- | ------------------ | ------ |
| 27.  | Silva Verbič       | 0055   |
| 28.  | Jolana Hradilová   | 0027   |
| 29.  | Alva Thors         | 0026   |
| 30.  | Joanna Kil         | 0023   |
| 31.  | Tereza Koldovská   | 0023   |
| 32.  | Ingrid Låte        | 0020   |
| 33.  | Alexa Brabec       | 0017   |
| 34.  | Kjersti Græsli     | 0010   |
| 34.  | Greta Pinzani      | 0010   |
| 36.  | Annamaija Oinas    | 008    |
| 37.  | Thea Øihaugen      | 008    |
| 38.  | Hanna Midtsundstad | 007    |

| Rang | Land               | Punkte |
| ---- | ------------------ | ------ |
| 01.  | Norwegen           | 2209   |
| 02.  | Deutschland        | 1750   |
| 03.  | Japan              | 1201   |
| 04.  | Italien            | 0897   |
| 05.  | Österreich         | 0887   |
| 06.  | Slowenien          | 0336   |
| 07.  | Finnland           | 0239   |
| 08.  | Frankreich         | 0239   |
| 09.  | Vereinigte Staaten | 0125   |
| 10.  | Tschechien         | 0050   |
| 11.  | Polen              | 0023   |

| Rang | Name                | Punkte |
| ---- | ------------------- | ------ |
| 01.  | Gyda W. Hansen      | 980    |
| 02.  | Annika Sieff        | 690    |
| 03.  | Nathalie Armbruster | 538    |
| 04.  | Lisa Hirner         | 437    |
| 05.  | Yuna Kasai          | 402    |
| 06.  | Svenja Würth        | 372    |
| 07.  | Jenny Nowak         | 369    |
| 08.  | Haruka Kasai        | 331    |
| 09.  | Annalena Slamik     | 298    |
| 10.  | Ida Marie Hagen     | 263    |
| 11.  | Anju Nakamura       | 229    |

| Rang | Name                | Punkte |
| ---- | ------------------- | ------ |
| 01.  | Ida Marie Hagen     | 1000   |
| 02.  | Marte Leinan Lund   | 0601   |
| 03.  | Gyda W. Hansen      | 0575   |
| 04.  | Anju Nakamura       | 0447   |
| 05.  | Nathalie Armbruster | 0394   |
| 06.  | Haruka Kasai        | 0352   |
| 07.  | Ema Volavšek        | 0326   |
| 08.  | Lisa Hirner         | 0311   |
| 09.  | Veronica Gianmoena  | 0281   |
| 10.  | Léna Brocard        | 0269   |
| 11.  | Daniela Dejori      | 0254   |

## Mixed

### Weltcup-Übersicht
| Datum      | Austragungsort | Disziplin                    | Sieger                                                                         | Zweiter                                                               | Dritter                                                                 |
| ---------- | -------------- | ---------------------------- | ------------------------------------------------------------------------------ | --------------------------------------------------------------------- | ----------------------------------------------------------------------- |
| 06.01.2023 | Otepää         | HS 97 / 2 × 5 km, 2 × 2,5 km | NorwegenJens Lurås Oftebro Ida Marie Hagen Gyda Westvold Hansen Jørgen Graabak | DeutschlandManuel Faißt Jenny Nowak Nathalie Armbruster Julian Schmid | ÖsterreichFranz-Josef Rehrl Lisa Hirner Annalena Slamik Lukas Greiderer |